# Nicéphore Soglo
Nicéphore Dieudonné Soglo (Lomé (Togo), 29 november 1934) is een Benins politicus. Hij was van 1990 tot 1991 premier van Benin en van 1991 tot 1996 president van Benin. Sinds 2003 is hij burgemeester van de Beninse stad Cotonou, de de facto hoofdstad van Benin.
Soglo werd geboren in het huidige Togo, destijds een Franse provincie. Hij haalde een graad in de economie en één in de rechten aan de Universiteit van Parijs. Hij keerde terug naar Benin en was van 1965 tot 1967 een financieel inspecteur voor Frankrijk. Nadat zijn neef, kolonel Christophe Soglo, in 1965 een staatsgreep had gepleegd en president Sourou Migan Apithy had afgezet, werd hij door de nieuwe sterke man benoemd tot minister van Financiën en Economische Zaken. Soglo verliet het land nadat bij een volgende coup Mathieu Kérékou de macht greep. Hij was daarna werkzaam bij het Internationaal Monetair Fonds (IMF) en de Wereldbank.
Aan het einde van de jaren tachtig keerde Soglo terug. Kérékou wilde een meerpartijenstelsel introduceren in Benin en organiseerde daarom een conferentie. Soglo werd daarbij aangewezen als tijdelijk premier. De conferentie stelde ook een grondwet op. Deze werd op 2 december 1990 in een referendum met een grote meerderheid aangenomen.
Tijdens de daarop volgende presidentsverkiezingen wist Soglo in twee rondes zittend president Kérékou te verslaan. Op 4 april 1991 werd hij benoemd als president. Zijn vrouw Rosine vormde in het jaar daarop de partij Partij van de Heropleving van Benin (afgekort PRB of RB). In 1994 werd Soglo benoemd als partijleider. Tijdens zijn ambtsperiode probeerde Soglo de economie te hervormen. Deze maatregelen leidde tot publieke onrust en zijn populariteit nam af. Toch werd Soglo ook geprezen omdat zijn regering vasthield aan de nieuwe democratische uitgangspunten en de mensenrechten respecteerde.
Bij de presidentsverkiezingen van 1996 werd hij verslagen door Kérékou. Een poging in 2001 om herkozen te worden mislukte. Bij de verkiezingen in 2006 kon hij zich niet meer verkiesbaar stellen vanwege zijn leeftijd. Kandidaten ouder dan 70 jaar mogen zich niet verkiesbaar stellen. Zijn zoon Lehady stelde zich wel kandidaat, maar werd vierde met 8 procent van de stemmen. Een andere zoon, Ganiou, was ook kandidaat, maar haalde nog geen 0,2 procent van de stemmen.
In 2003 werd Soglo wel gekozen als burgemeester van Cotonou, de grootste stad van Benin. In februari 2005 werd hij onterecht doodverklaard terwijl hij als patiënt werd verpleegd in het Amerikaanse ziekenhuis van Parijs in Neuilly-sur-Seine.